# Annapolis (Maryland)
Annapolis ist die Hauptstadt des US-Bundesstaates Maryland in den Vereinigten Staaten und Sitz der Countyverwaltung (County Seat) des Anne Arundel Countys. Annapolis ist eine Hafenstadt und liegt an der Chesapeake Bay, sie ist Sitz der United States Naval Academy. Das U.S. Census Bureau ermittelte bei der Volkszählung 2020 eine Einwohnerzahl von 40.812.

## Klima

Annapolis als Beispiel zur Überschwemmung der US-Ostküste im Meeresatlas 2017 der Böll-Stiftung

Gemäß der effektiven Klimaklassifikation lässt sich das Klima in Annapolis als Ostseitenklima beschreiben: Es treten dabei heiße, feuchte Sommer, kühle Winter und ganzjährig Niederschläge auf. In der Chesapeake Bay sind die Frühlings- und Sommertemperaturen etwas moderater als im Landesinneren.
2019 untersuchten Hino et al. in Annapolis exemplarisch die Wirkung des Meeresspiegelanstiegs, der im Zuge der globalen Erwärmung zu erwarten sei. Danach kam es durch den Übertritt von Wasser der Bay über die Uferbefestigungen im Hafenviertel von Annapolis und dadurch ausbleibender Kundschaft zu einem wirtschaftlichen Schaden 16 umliegender Geschäfte von 0,7–1,4 % der jährlichen Einnahmen sowie verringerten Einnahmen von 86.000 bis 172.000 bei Gesamteinnahmen von 12,2 Millionen US-Dollar. Seit 1950 erhöhte sich der Pegel um knapp einen Fuß und vermehrten sich die Tidehochwasser-Ereignisse von anfangs immer unter 10 Tagen im Jahr auf oftmals über 40 mit einem Maximum von 63 im Jahr 2011.

## Geschichte
Bereits 1649 gründeten britische Siedler aus Virginia zwischen der Mündung von Severn und South River einen Hafen, den sie Anne Arundel’s Towne tauften. 1694 verlegte der Gouverneur Francis Nicholson den Regierungssitz der jungen Kolonie Province of Maryland von St. Mary’s City an diesen Ort und benannte ihn zu Ehren der Königin Anne in Annapolis um.
Nach Ende des amerikanischen Unabhängigkeitskriegs diente die Hafenstadt neun Monate lang als Hauptstadt der Vereinigten Staaten. Hier unterzeichnete George Washington am 23. Dezember 1783 nach dem gewonnenen Revolutionskrieg sein Rücktrittsschreiben als Kommandant der Kontinentalarmee, und der Kontinentalkongress ratifizierte hier am 14. Januar 1784 den Zweiten Vertrag von Paris, der den Unabhängigkeitskrieg beendete. 1786 fand die Annapolis Convention, die den Verfassungskonvent der Vereinigten Staaten berief, in Annapolis statt.
Vier der Unterzeichner der Unabhängigkeitserklärung der Vereinigten Staaten stammten aus dem Tabakhafen Marylands.

## Zeitgeschichte
In Annapolis fand am 27. November 2007 eine von der US-Regierung initiierte Internationale Nahost-Konferenz statt, von der entscheidende Voraussetzungen für eine Befriedung des Nahen Ostens erhofft worden waren. Im Juni 2018 geschah in Annapolis ein Attentat, bei dem fünf Mitarbeiter einer Zeitung erschossen wurden.

## Sehenswürdigkeiten
- Maryland State House

Der von der obligatorischen Holzkuppel bekrönte Regierungssitz ist zwanzig Jahre älter als sein Gegenstück in Washington, D.C. Hier legte George Washington vor dem Kongress auch seinen Oberbefehl über die Kontinentalarmee nieder.
- Charles Carroll House und Chase-Lloyd House (Ausstellungen zum Alltagsleben des 18. Jahrhunderts)
- Hammond-Harwood House (Ausstellung zur afro-amerikanischen Geschichte)
- Marineakademie der USA – mit Marsch der etwa 4.200 Kadetten zum Mittagessen vor Schaulustigen und historischer Kirche.

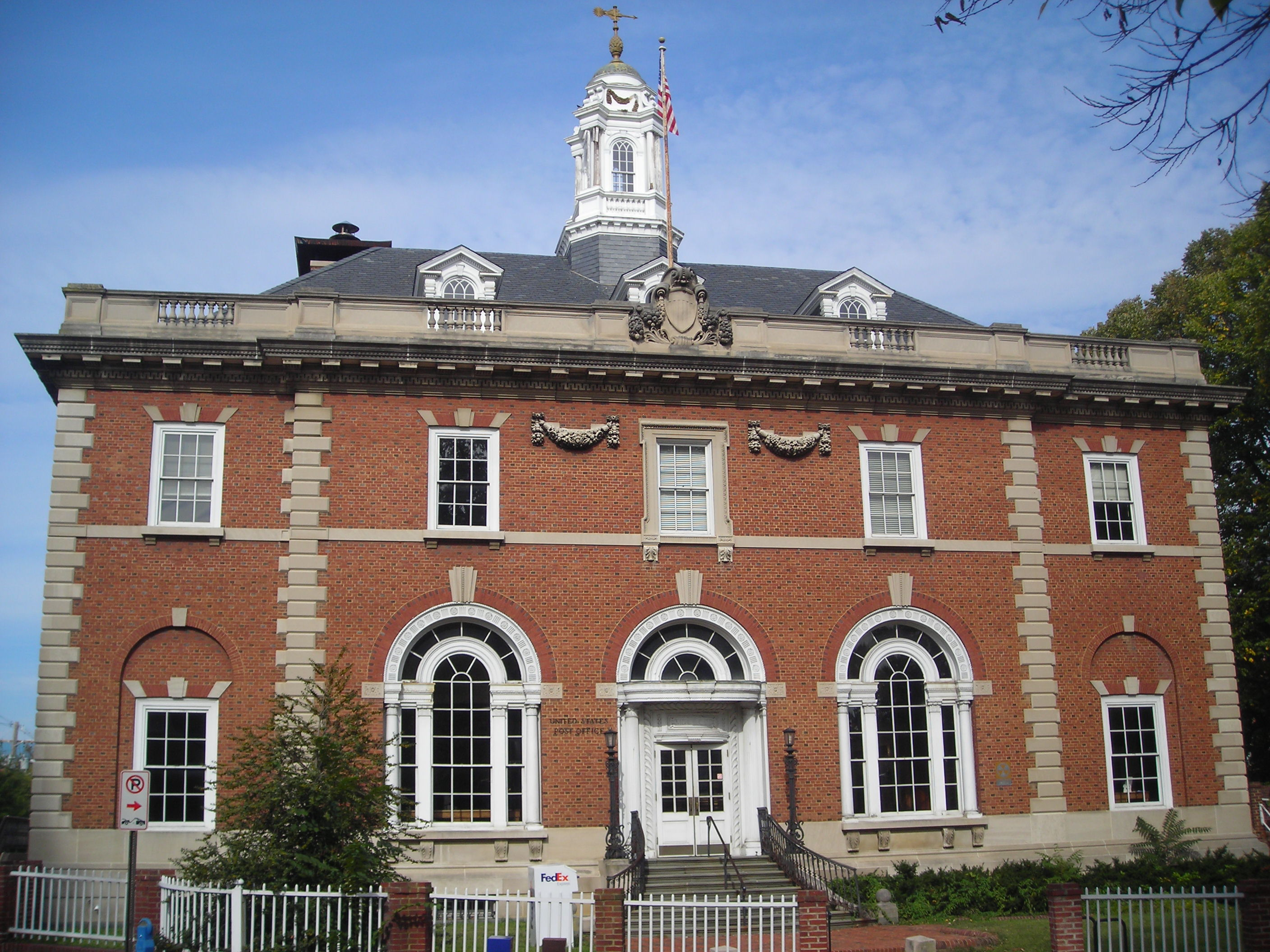
Das Annapolis Post Office im Colonial Annapolis Historic District (2012)

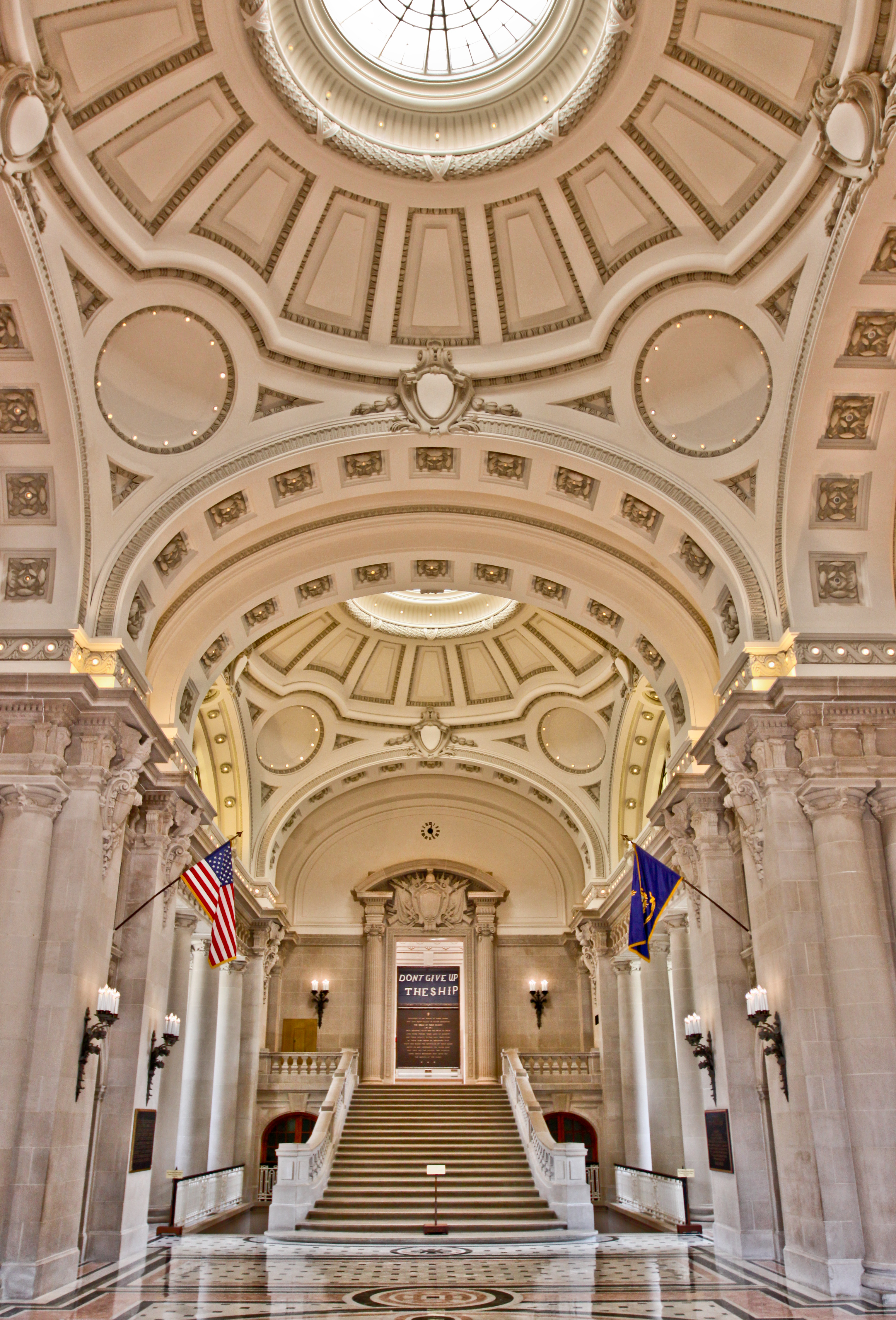
Bancroft Hall in der United States Naval Academy (2010)

Bis auf das Charles Carroll House haben alle oben genannten Sehenswürdigkeiten den Status einer National Historic Landmark. Insgesamt liegen neun National Historic Landmarks in Annapolis, darunter die historische Altstadt, die Plantage Whitehall und das Brice House. 31 Bauwerke und Stätten der Stadt sind im National Register of Historic Places (NRHP) eingetragen (Stand 5. November 2018).

## Verkehr
Die öffentlichen Verkehrsmittel in Annapolis sind wie gesamten Anne Arundel County kostenlos nutzbar.

## Sport
Annapolis war Heimat der Chesapeake Bayhawks, die bis 2020 in der Profiliga des Feld-Lacrosse (Major League Lacrosse) der USA spielten.

## Städtepartnerschaften
Annapolis ist durch Städtepartnerschaften verbunden mit
- Annapolis Royal, Kanada
- Wexford, Irland
- Dumfries, Vereinigtes Königreich
- Tallinn, Estland
- Niterói, Brasilien
- Rochefort, Frankreich
- Richmond, Vereinigtes Königreich
- Newport, Vereinigtes Königreich

## Söhne und Töchter der Stadt
- Charles Carroll (1737–1832), Politiker
- James Brice (1746–1801), Politiker
- Benjamin Ogle (1749–1809), Politiker
- William Pinkney (1764–1822), Politiker
- Alexander Contee Hanson (1786–1819), Politiker
- George Howard (1789–1846), Politiker
- William Duhurst Merrick (1793–1857), Politiker
- Reverdy Johnson (1796–1876), Politiker
- William Alexander Hammond (1828–1900), Militärchirurg, Physiologe und Neurologe
- Joseph Vermillion (1862–1889), Opfer eines Lynchmords
- Richard Swann Lull (1867–1957), Wirbeltier-Paläontologe
- Alexandre Arsène Girault (1884–1941), Entomologe und Parasitologe
- James M. Cain (1892–1977), Journalist und Autor
- Thorne Smith (1892–1934), Schriftsteller und Drehbuchautor
- Calvert Magruder (1893–1968), Jurist, Hochschullehrer und Richter
- Bernard Addison (1905–1990), Musiker
- Michele Carey (1943–2018), Schauspielerin
- Beverly Johnson (1947–1994), Bergsteigerin und Abenteurerin
- Michael Hammer (1948–2008), Wirtschaftswissenschaftler
- Debbie Meyer (* 1952), Schwimmerin
- Bill Belichick (* 1952), American-Football-Trainer, wuchs in Annapolis auf
- Tina Marsh (1954–2009), Jazzmusikerin
- Travis Pastrana (* 1983), Motocross- und Freestylemotocrosspilot, u. a. ehemaliger NASCAR-Fahrer
- Tim White (* 1983), Filmproduzent
- Trevor White (* 1985), Filmregisseur und Filmproduzent
- Christian Harder (* 1987), Pokerspieler
- Christine Nairn (* 1990), Fußballspielerin
- Chase Stokes (* 1992), Schauspieler
- Isabel LaRosa (* 2004), Popsängerin
- Dying Fetus, Death-Metal-Band

## Marskrater
Nach Annapolis ist ein Marskrater benannt.